# Jeff McLean
Jeffrey „Jeff“ McLean (* 6. Oktober 1969 in Vancouver, British Columbia) ist ein ehemaliger kanadischer Eishockeyspieler, der im Verlauf seiner aktiven Karriere zwischen 1987 und 2000 unter anderem 377 Spiele in der International Hockey League (IHL) und East Coast Hockey League (ECHL) auf der Position des linken Flügelstürmers bestritten hat. Zudem absolvierte McLean, der im NHL Supplemental Draft 1991 an der ersten Gesamtstelle ausgewählt worden war, weitere sechs Partien für die San Jose Sharks in der National Hockey League (NHL) und kurzzeitig bei den Kassel Huskies in der Deutschen Eishockey Liga (DEL)..

## Karriere
McLean spielte während seiner Juniorenkarriere sowohl in der British Columbia Junior Hockey League als auch in den Ligen der National Collegiate Athletic Association. Zunächst spielte er in der Saison 1986/87 bei den Richmond Sockeyes und Langley Eagles in der BCJHL. Zur Saison 1987/88 wechselte er dann an die University of North Dakota, kehrte aber nach nur einem Jahr nach British Columbia zurück und spielte bei den New Westminster Royals. Am Ende des Spieljahres wurde der Center zum Most Valuable Player der BCJHL ernannt, nachdem er in 60 Spielen 161 Punkte erzielt hatte. Daraufhin ging er für drei Jahre bis zum Sommer 1992 zurück an die University of North Dakota und beendete seine College-Ausbildung. Bereits im Jahr zuvor war er von den neu gegründeten San Jose Sharks im NHL Supplemental Draft 1991 an der ersten Gesamtposition ausgewählt worden.
Vor dem Beginn der Spielzeit 1992/93 unterzeichnete McLean seinen ersten Profivertrag, wurde aber für die folgenden zwei Jahre zunächst hauptsächlich im Farmteam der San Jose Sharks, den Kansas City Blades aus der International Hockey League eingesetzt. Im Verlauf der Saison 1993/94 erhielt der Kanadier dann die Möglichkeit in sechs Spielen für die Sharks in der National Hockey League aufzulaufen. Dabei konnte er sein einziges NHL-Tor erzielen. In den Folgejahren spielte McLean weiter für die Kansas City Blades, sowie die Kalamazoo Wings, Cincinnati Cyclones und Fort Wayne Komets. Im Sommer 1997 wechselte er dann für ein Jahr nach Europa, wo er für die Kassel Huskies in der Deutschen Eishockey Liga spielte. Zur Saison 1998/99 kehrte er nach Nordamerika zurück. Dort spielte er noch zwei Jahre in der East Coast Hockey League und American Hockey League, ehe er am Ende der Saison 1999/2000 seine Karriere beendete.

## Erfolge und Auszeichnungen
- 1989 Vern Dye Memorial Trophy (BCJHL MVP)
- 1989 Brett Hull Trophy (BCJHL Topscorer)

## Karrierestatistik
(Legende zur Spielerstatistik: Sp oder GP = absolvierte Spiele; T oder G = erzielte Tore; V oder A = erzielte Assists; Pkt oder Pts = erzielte Scorerpunkte; SM oder PIM = erhaltene Strafminuten; +/− = Plus/Minus-Bilanz; PP = erzielte Überzahltore; SH = erzielte Unterzahltore; GW = erzielte Siegtore; 1 Play-downs/Relegation; Kursiv: Statistik nicht vollständig)